# Klingenthal, Bas-Rhin

Klingenthal är en by i Bas-Rhin i östra Frankrike, delad mellan kommunerna Boersch och Ottrott. Klingenthal betyder "klingornas dal" på elsassiska och tyska och här tillverkades svärden "La Manufacture Royale d'Armes Blanches" från 1730 till 1962.

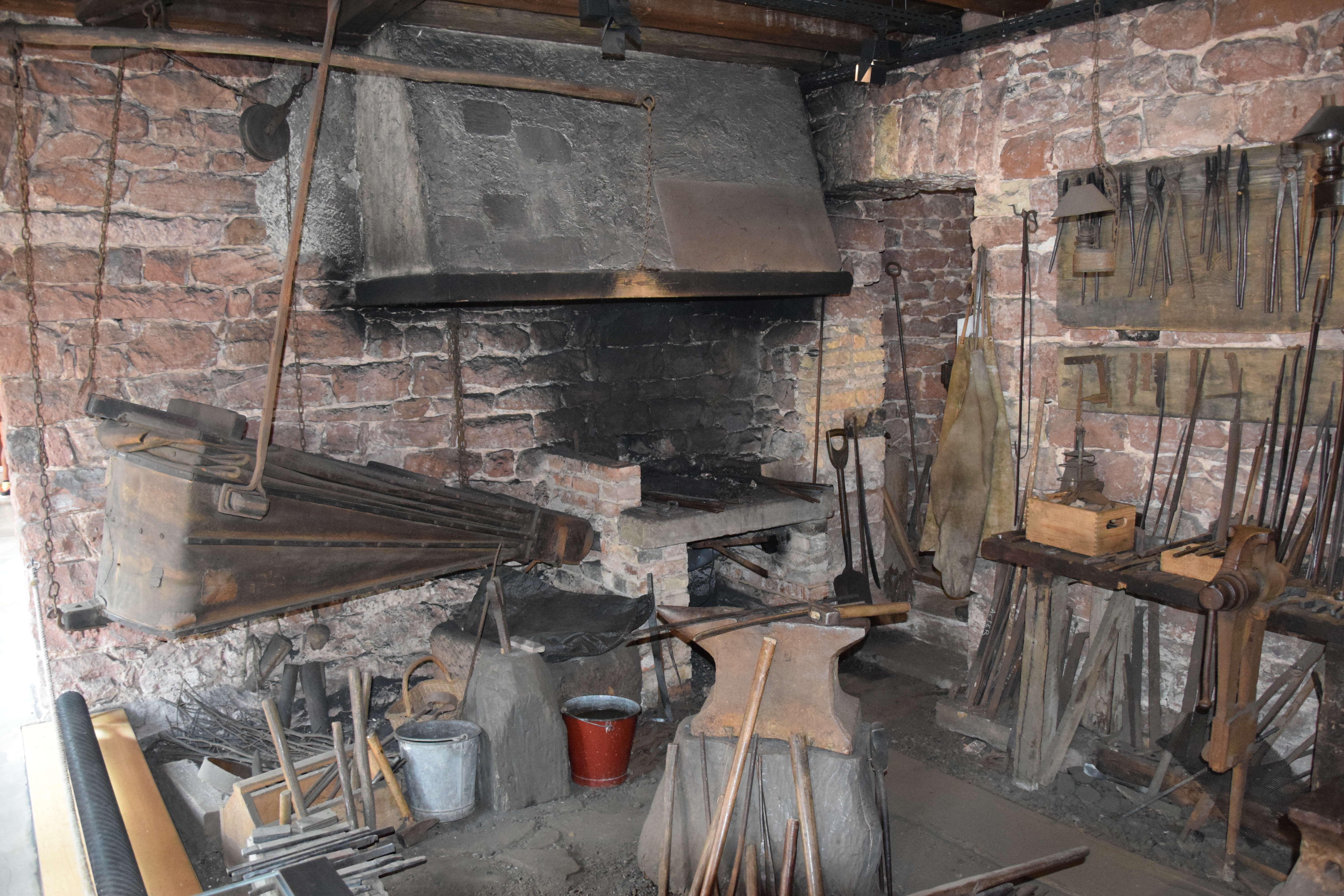

## Externa länkar

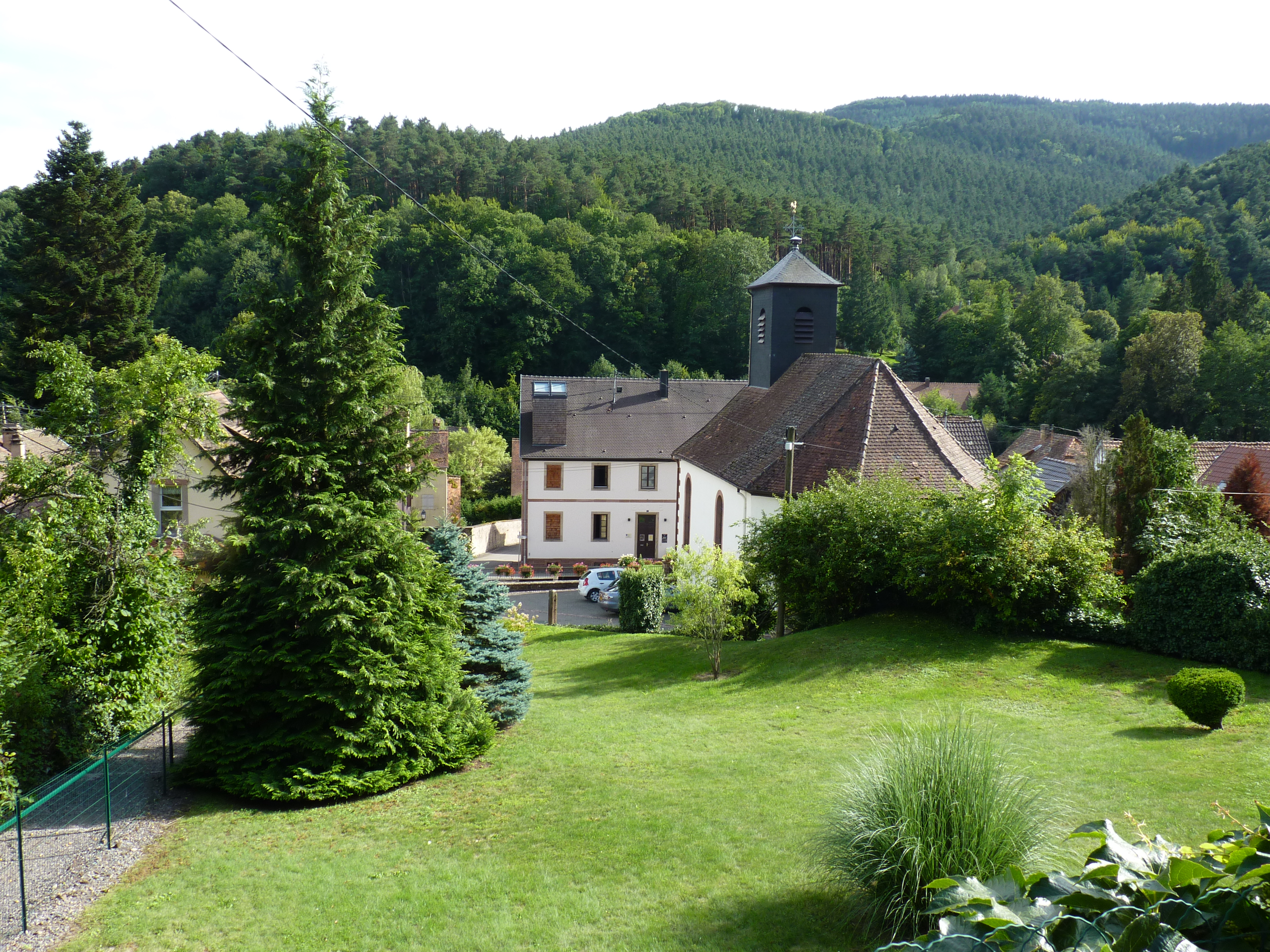

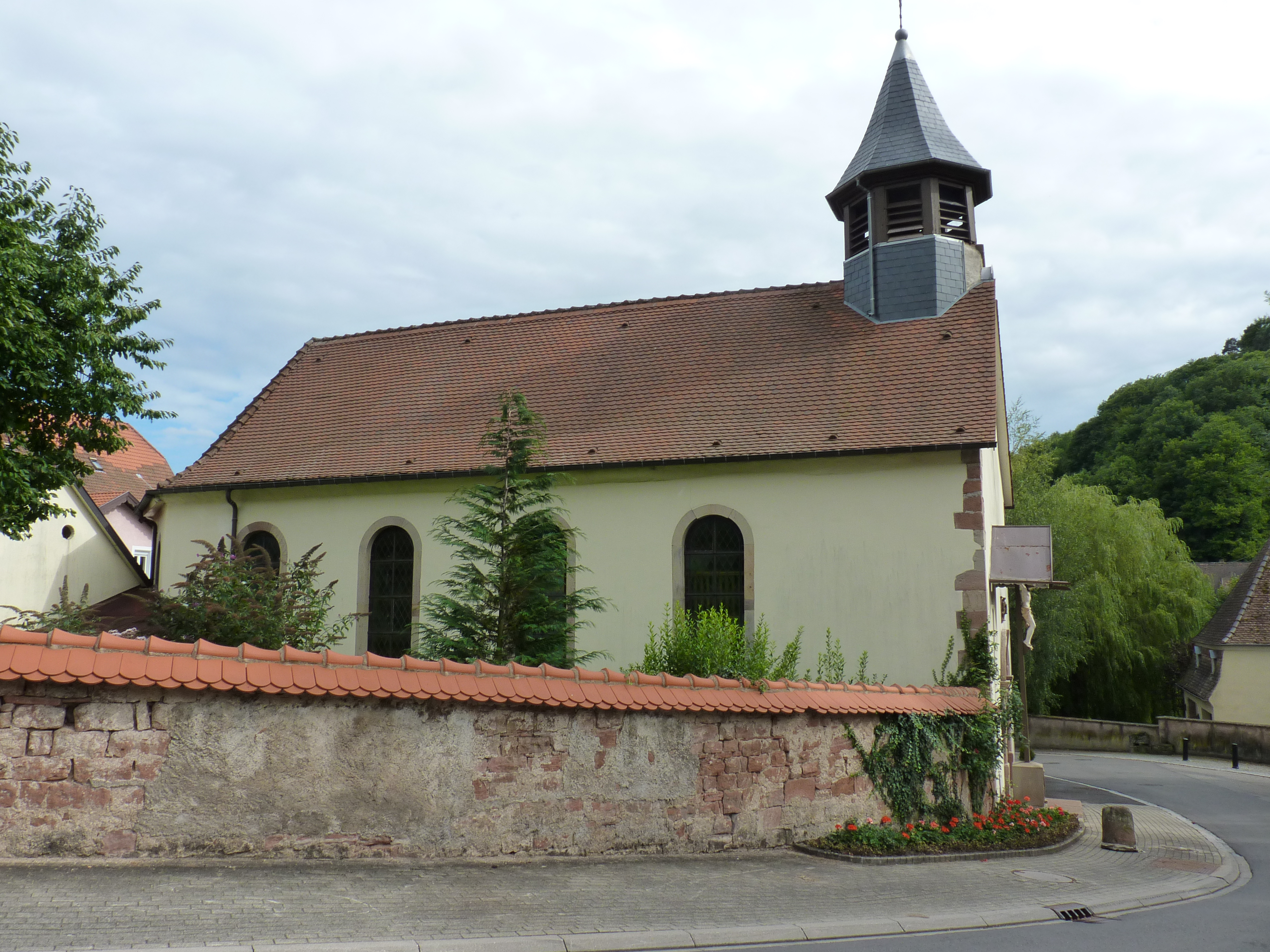